# Bailleul-aux-Cornailles
Bailleul-aux-Cornailles település Franciaországban, Pas-de-Calais megyében. Lakosainak száma 267 fő (2022. január 1.). Bailleul-aux-Cornailles Monchy-Breton, Ligny-Saint-Flochel, Magnicourt-en-Comte, Marquay, Tincques, Averdoingt és Chelers községekkel határos.

## Népesség
A település népességének változása:
| Lakosok száma | 274  | 264  | 263  | 262  | 260  | 263  | 265  | 267  |
|               | 2013 | 2015 | 2017 | 2018 | 2019 | 2020 | 2021 | 2022 |